# Setodes bulgaricus
Setodes bulgaricus là một loài Trichoptera trong họ Leptoceridae. Chúng phân bố ở miền Cổ bắc.